# Emilio Cornalia

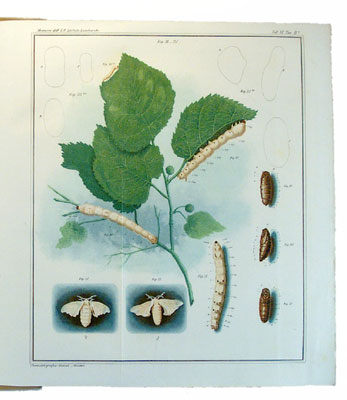
Monografia del bombice del gelso

Emilio Cornalia (Milano, 21 luglio 1824 – Milano, 8 giugno 1882) è stato uno zoologo, paleontologo, naturalista ed entomologo italiano.

## Biografia

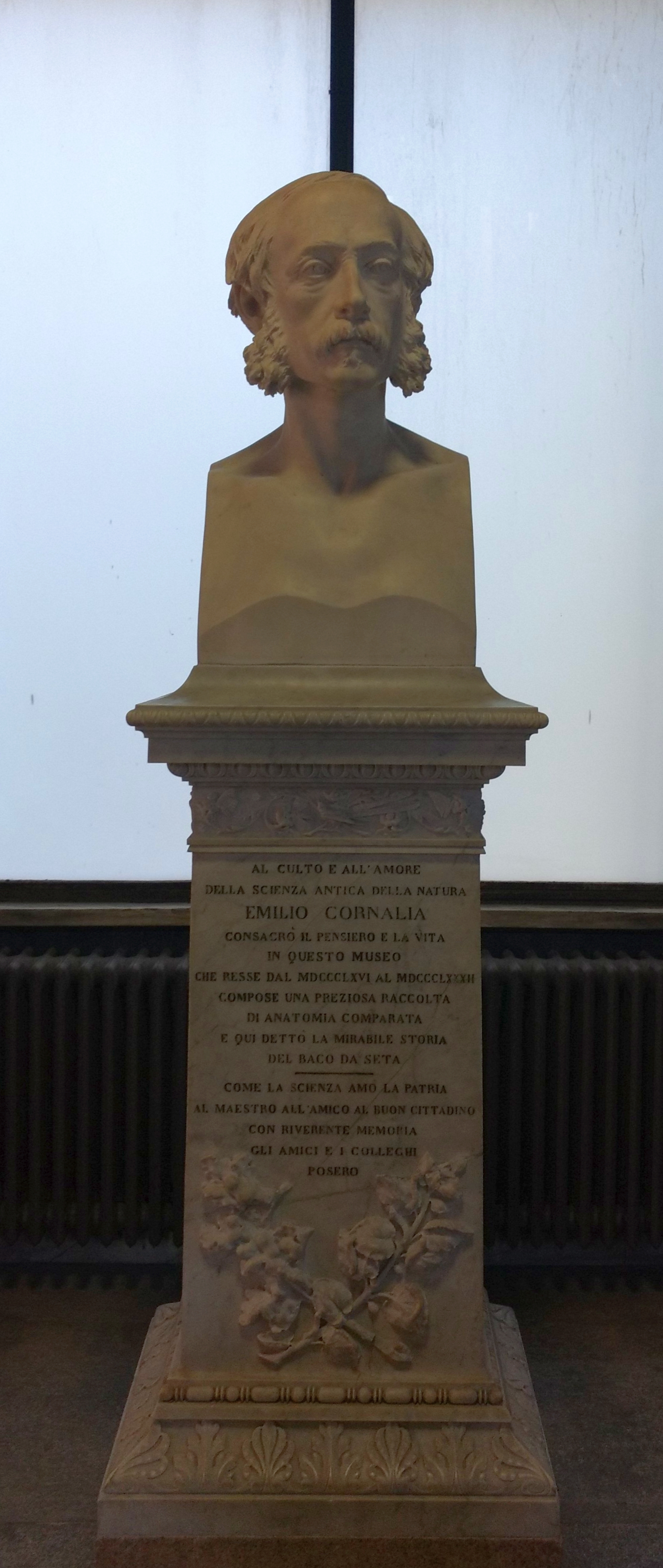
Busto di Emilio Cornalia

Insegnò zoologia presso l'Istituto tecnico detto "di Santa Marta" (poi Cattaneo), approfondendo in particolare la bacologia e lo studio anatomico degli insetti, ma in generale s'interessò a tutte le aree della biologia.
Fu soprintendente dal 1851 al 1866 e direttore dal 1866 fino alla sua morte del museo di storia naturale di Milano, svolgendo un ruolo determinante per la nascita dell'Istituto Tecnico Superiore di Milano, il futuro Politecnico, dove tenne corsi di zoologia applicata dal 1863.
Lungamente presidente della Società Italiana di Scienze Naturali (1866-1882), Cornalia fu anche tra i promotori della fondazione della Società Entomologica Italiana. Fu autore di importanti studi ed opere di entomologia applicata, quali la Monografia del bombice del gelso pubblicata nel 1856, e prese parte ad una spedizione scientifica nella valle dell'alto Nilo nel 1873.
Presso il Museo civico di storia naturale di Milano è esposto dal 1974 sospeso nella sala dedicata ai cetacei lo scheletro della balenottera comune trovata spiaggiata ad Alghero nel 1855, che venne raccolto da Cornalia e Lodovico Frapolli e donato al Museo. Questo ritrovamento contribuì al riaccendersi dell'interesse per lo studio dei cetacei in Italia, con la successiva fondazione del Centro Studi Cetacei, gruppo di lavoro della Società Italiana di Scienze Naturali, inizialmente con sede nel museo.

## Catalogo descrittivo dei mammiferi osservati fino ad ora in Italiadigitalizzato
La versione digitalizzata del Catalogo descrittivo dei mammiferi osservati fino ad ora in Italia di Emilio Cornalia (Vallardi, 1870) è accessibile su ''Impronte digitali'', la piattaforma delle collezioni digitalizzate del Sistema Bibliotecario di Ateneo dell'Università di Firenze.

## Opere
- Raccolta di Anatomia comparata, 1870, Pirola, Milano (in Cataloghi delle collezioni del Museo Civico di Milano, n. 1)
- Guida alle Gallerie di Storia Naturale del Museo Civico di Milano. Bernardoni, Milano, 1870
- Fauna d’Italia. Parte prima. Catalogo descrittivo dei Mammiferi osservati fino ad ora in Italia. 1870, F. Vallardi, Milano